# Advanced Composition Explorer

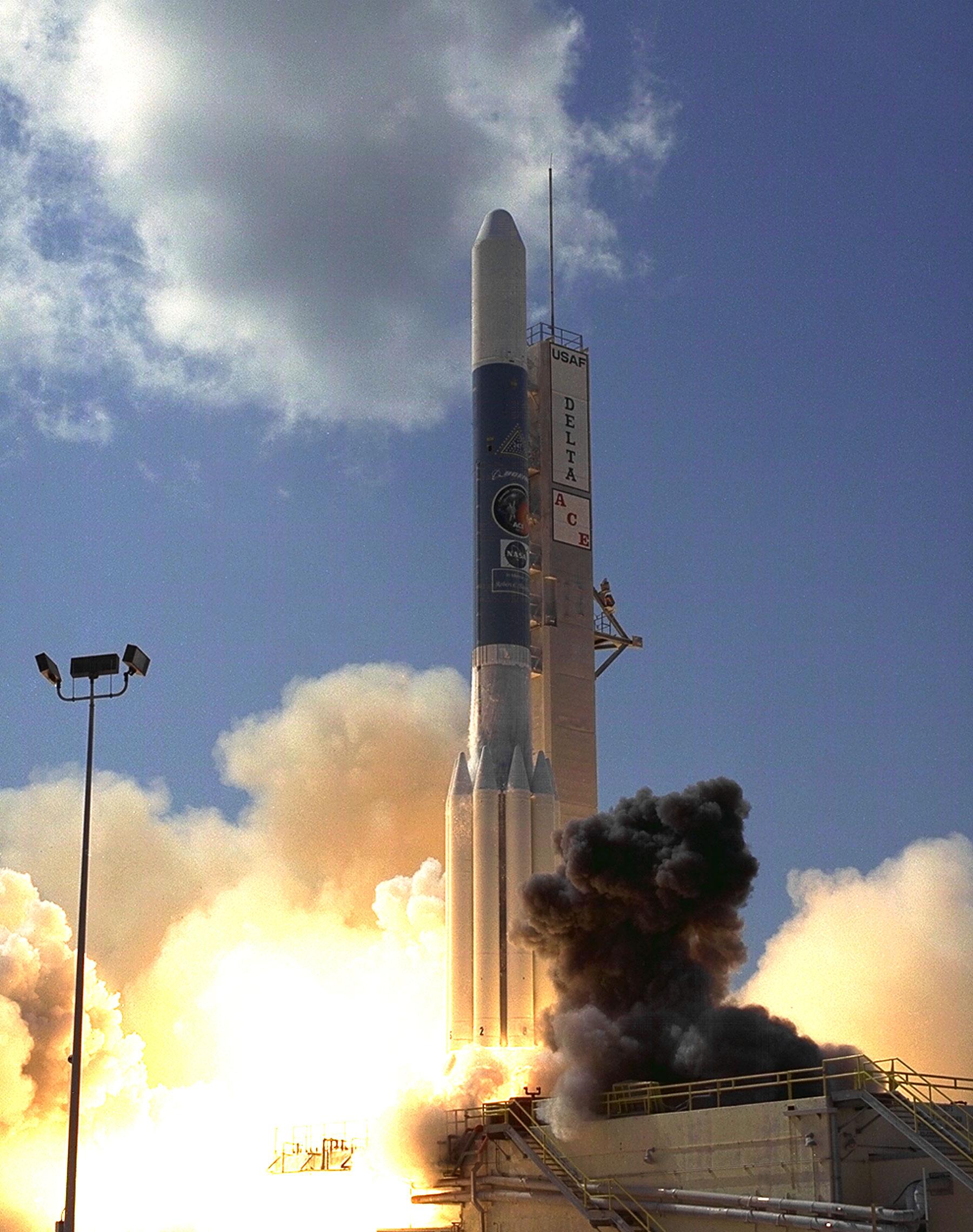
Advanced Composition Explorer sköts upp den 25 augusti 1997 från startplatta 17A.

Advanced Composition Explorer (ACE) eller Explorer 71 är en satellit uppsänd av NASA 1997 med uppgift att ge ständiga mätningar av solvinden. ACE ligger i en bana nära Lagrangepunkten L1, som ligger mellan solen och jorden på ett avstånd av 1,5 miljoner km från jorden (alltså ungefär en procent av avståndet till solen). Eftersom solvindens hastighet typiskt är runt 350 km/s så ser ACE de förhållanden som någon timma senare kommer att råda vid jorden, och som därför har betydelse för rymdvädret och jordens magnetosfär. ACE har därför stor betydelse för rymdväderprognoser och magnetosfärforskning. ACE-data finns normalt tillgängliga på internet inom några timmar.

### Fotnoter
1. ↑  ”NASA Space Science Data Coordinated Archive” (på engelska). NASA. https://nssdc.gsfc.nasa.gov/nmc/spacecraft/display.action?id=1997-045A. Läst 29 mars 2020.